# Robert Innes (Bischof)
Robert Innes (* 1959) ist seit dem 6. Mai 2014 Bischof der Diözese in Europa der Kirche von England und damit zuständig für alle europäischen und einige angrenzende Staaten außer dem Vereinigten Königreich und Irland.

## Biografie
Innes studierte an der University of Cambridge und schloss sein Studium als Ingenieur ab. Er arbeitete in Kraftwerken sowie bei einer internationalen Unternehmensberatung, bevor er sich 1989 in Cranmer Hall, Durham für den Dienst als Geistlicher ausbilden ließ. Seine kirchliche Laufbahn begann er in der anglikanischen Diözese Durham und arbeitete 1995–1999 daneben als Dozent am St John’s College, Durham. Danach verbrachte er sechs Jahre als Pfarrer an St Mary Magdalene in Belmont.
Er wechselte in die Diözese Gibraltar in Europe und wurde dort 2005 Pfarrer an der Prokathedrale Holy Trinity in Brüssel. Im Jahre 2012 wurde er zum Chaplain to Her Majesty the Queen ernannt. Seine Bischofsweihe und Amtseinführung fand am 20. Juli 2014 in der Kathedrale von Canterbury statt, der Erzbischof von Canterbury sowie der Bischof von London und der Erzbischof von Lokoja leiteten die Feier. Die alttestamentliche Lesung wurde dabei auf Deutsch von Katharina von Schnurbein, der EU-Kommissions-Beraterin für den Dialog mit Kirchen und Weltanschauungsgemeinschaften, vorgetragen, das Evangelium auf Niederländisch von Johan Bonny, dem römisch-katholischen Bischof von Antwerpen, Mitglied des Päpstlichen Rates zur Förderung der Einheit der Christen. Seinen Dienstsitz nahm der neugeweihte Bischof in Brüssel, von wo aus er die Verbindung zur bischöflichen Kanzlei in London hält.
Robert Innes ist verheiratet und hat drei Töchter und einen Sohn.